# Ephemera kirinensis
Ephemera kirinensis is een haft uit de familie Ephemeridae. De wetenschappelijke naam van de soort is voor het eerst geldig gepubliceerd in 1937 door Hsu.
De soort komt voor in het Oriëntaals gebied.